# Leo Cuypers

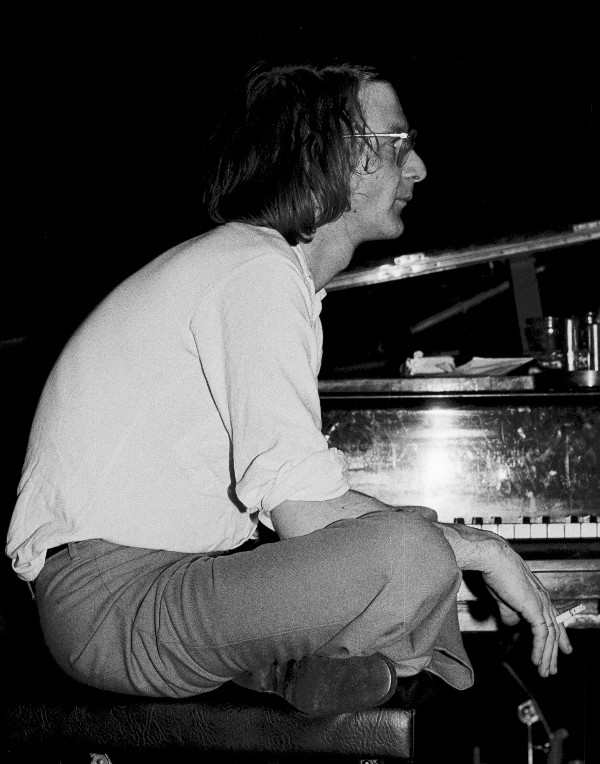
Leo Cuypers

Leo Cuypers (* 1. Dezember 1947 in Heemstede; † 5. September 2017 in Maastricht) war ein niederländischer Komponist und Jazz-Pianist des Modern Creative Jazz.

## Leben und Wirken
Cuypers spielte zunächst Schlagzeug, bevor er zum Klavier wechselte. In Maastricht besuchte er zwar 1965 vorübergehend das Konservatorium, hatte aber als Autodidakt im Jazz seine eigenen Vorstellungen von Klaviertechnik und musikalischem Ausdruck. 1969 gewann er den Jazzwettbewerb von Loosdrecht mit einer Soloperformance, bei der er auch das Innere des Flügels nutzte.
Cuypers war seit 1974 Pianist des „Willem Breuker Kollektiefs“; Ende der 1970er Jahre stieg er nach einem Streit mit Breuker, mit dem er auch im Duo aufgetreten war, aus. Er arbeitete aber auch danach mit Willem Breuker zusammen, mit dem er das Label „BV Haast“ gegründet hatte. Daneben spielte er auch mit Misha Mengelberg und Theo Loevendie.
„Cuypers war ein leidenschaftlicher Mann, und das konnte man in all seinen Konzerten hören. Über das Klavier gebeugt, mit einer Zigarette zwischen den Lippen und Alkohol in der Hand, verstand er es, das Publikum atemlos in seinen Bann zu ziehen. Sein Klavierspiel war melodisch und perkussiv zugleich.“ Für verschiedene Projekte stellte er Gruppen zusammen, so 1974 für das Album „Live in Shaffy“ mit Piet Noordijk, Hans Dulfer und Breuker, für die „Johnny Rep Suite“ aus dem gleichen Jahr (benannt nach Johnny Rep, einem Stürmer von Ajax Amsterdam) oder sein Album „Heavy Days Are Here Again“ von 1981 (der Titel verballhornt „Happy days are here again“ und spielt satirisch auf Ronald Reagan an) mit Han Bennink, Arjen Gorter, Breuker. Seine Jazz-Auftrags-Komposition „Zeeland Suite“ für ein Septett wurde 1976 auf dem Festival für Neue Musik („Nieuwe Muziek Zeeland“) in Middelburg uraufgeführt (mit Breuker, Bob Driessen, Gorter, Willem van Manen, Martin van Duynhoven, Harry Miller). Sie besteht aus neun Teilen, die alle an verschiedenen Orten in Zeeland aufgeführt werden sollten.
1984 veröffentlichte Cuypers das Album „Leo Cuypers Brull Band“ mit van Duynhoven, van Manen, Driessen, Ernst Glerum und dem Gitarristen Jan Kuiper, der auch eine Komposition beisteuerte. Aus Anlass des 10-jährigen Bestehens von „Zeelandsuite“ organisierte der Aussteller Roby Bellemans das nationale Kunstprojekt „Neerlandsuite“. Er motivierte Cuypers, zum ersten Mal seit Jahren wieder aufzutreten. Vom Abschlusskonzert produzierte Bellemans die erste CD von Leo Cuypers: „St. Juttemis & Leo Cuypers Live“ (KCD 1988.17). 1995 nahm er eine Solo-CD „Songbook“ mit seinen Kompositionen auf, die er auch in einer Tournee vorstellte. Ein neuerlicher Comebackversuch 1998 scheiterte am Alkohol.
Cuypers schrieb auch für das Ballett und das Musiktheater („Jan Rap en z'n Maat'“ (1976), „Voetnoten“' (1986, geschrieben von J. Bernlef), „De heilige Stefanus“). Rheumatische Beschwerden, später noch ein Lungenemphysem und Alkoholsucht führten dazu, dass er seit den 1980er Jahren nur noch mit großen Unterbrechungen und nach 1998 gar nicht mehr öffentlich auftrat.
1973 erhielt er den Wessel-Ilcken-Preis.